# Gliese 623
Désignations
Gliese 623 est une étoile binaire spectroscopique située à ∼ 25,6 a.l. (∼ 7,85 pc) de la Terre dans la constellation d'Hercule. Elle a été photographiée par le télescope spatial Hubble de la NASA en 1994.